# 兩備控股
兩備控股（日文：両備ホールディングス株式会社；英文：Ryobi Holdings Co. Ltd.）是总部位于日本冈山县冈山市的控股公司，營運項目包括客運、物流、遊覽、零售、养老院、房地产开发。  

## 歷史
公司前身為成立於1910年的西大寺鐵道。於 1962 年因國鐵赤穗線通車，西大寺鐵道被迫停止營運，公司乃改經營巴士與計程車業務。
2005 年，兩備開始營運行駛於新岡山港與小豆島之間的「奥林匹亞之夢」渡輪服務。 
2010 年，兩備控股推出了一款配备太陽能電池的巴士，名为 Solarve，以纪念公司成立 100 周年。  
2017 年 3 月推出了航行於东京湾的復古武士觀光船「御座船安室丸」。 

## 業務範圍

### 客運
新冈山港和濑户内海的小豆岛之间的渡轮服务。
兩備控股是兩備巴士與岡電巴士的母公司，提供长途巴士服务、包车旅游，以及当地学校的长期通勤校車服務。 
兩備控股也是岡山電氣軌道與和歌山電鐵的母公司。

### 物流
兩備集團也經營日本國內與國際的貨運服務，其總部位于岡山，在日本各地设有分支機構。

### 旅游
兩備旅遊是位于冈山的旅游子公司，為全世界旅客提供服务。 Visit West Japan則是專注於中国地区旅遊事業的子集团。
兩備控股所營運的「御座船安室丸」觀光船，以德川幕府时期使用的船只为基礎而設計，排水量486噸，行駛於东京湾。